# Eschenau
Eschenau osztrák község Alsó-Ausztria Lilienfeldi járásában. 2019 januárjában 1332 lakosa volt. 

## Elhelyezkedése

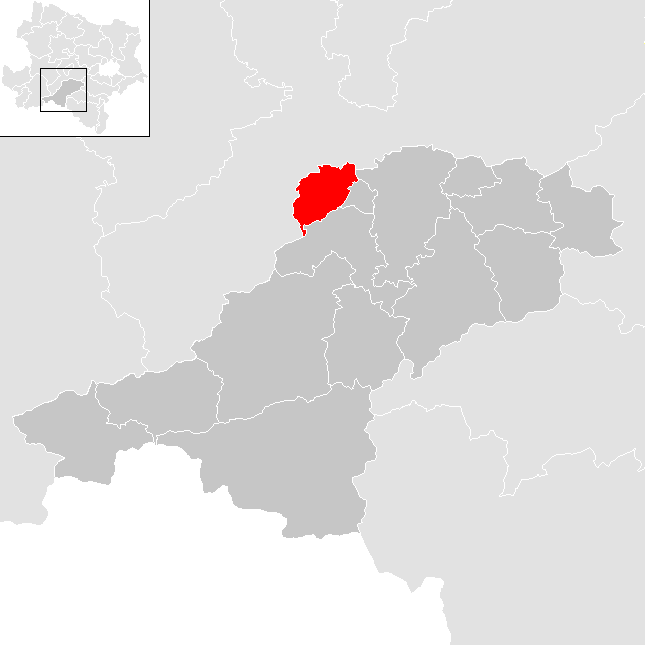
Eschenau a Lilienfeldi járásban

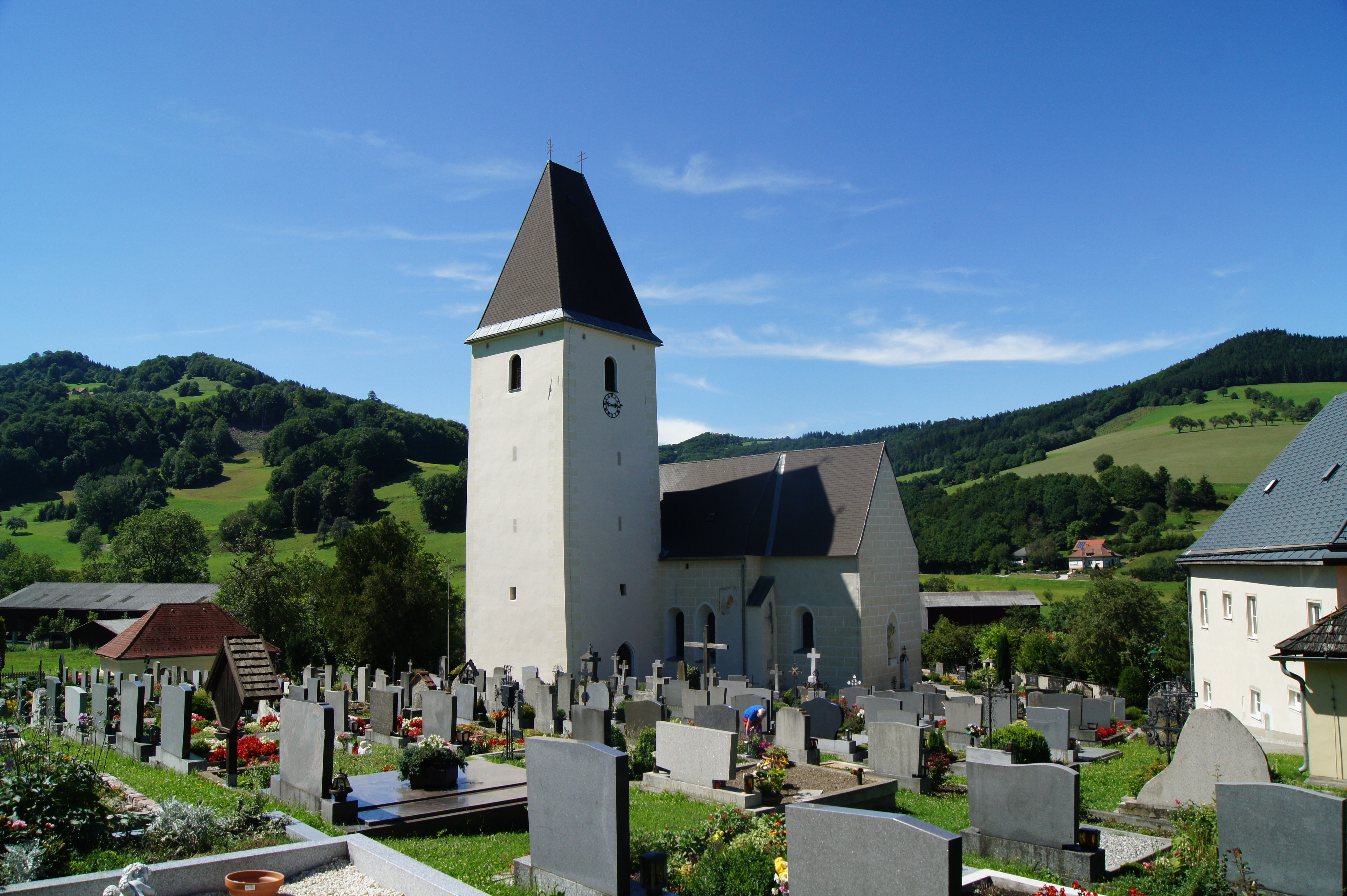
A Szt Katalin-plébániatempolom

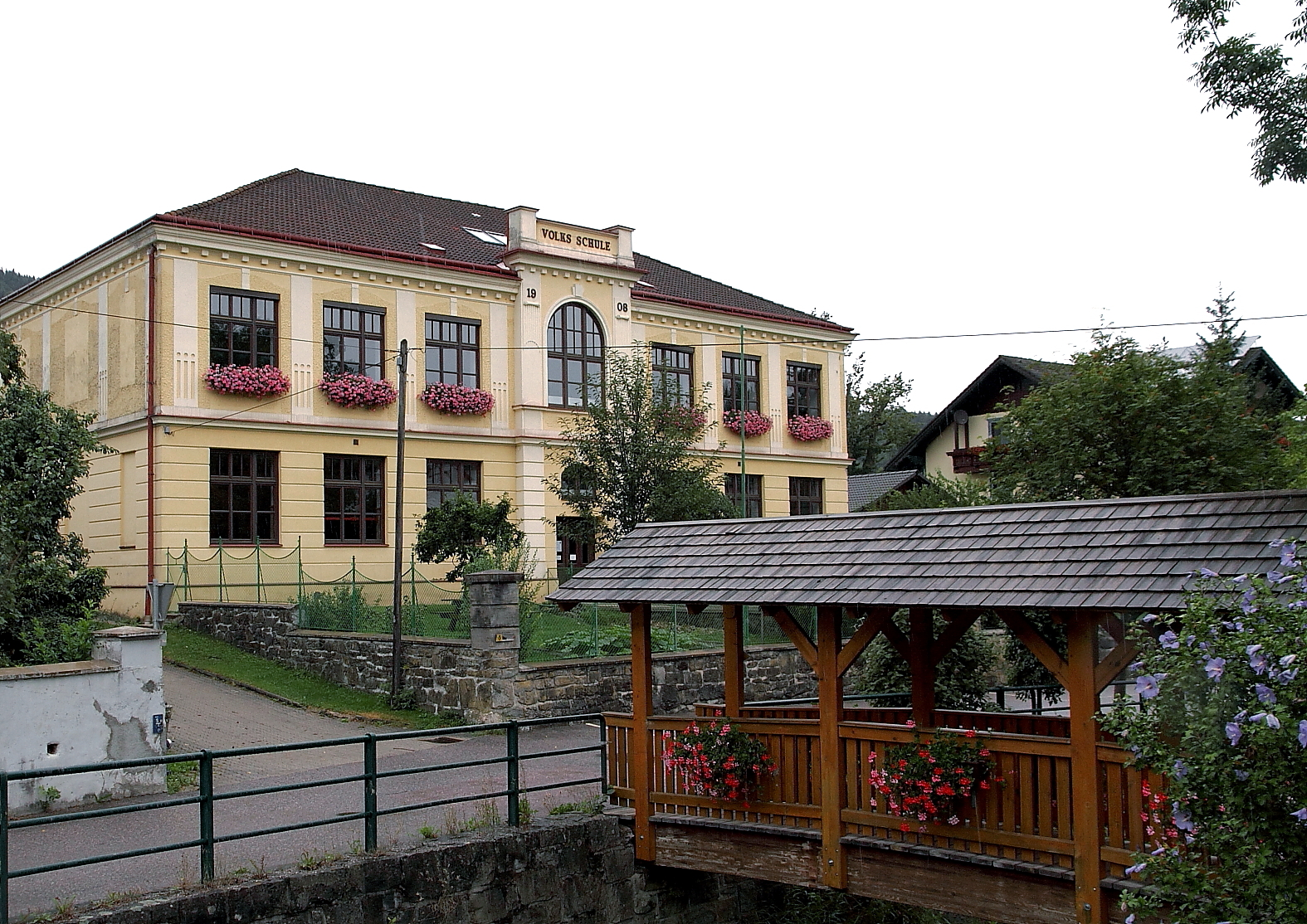
Az általános iskola

Eschenau a tartomány Mostviertel régiójában fekszik a Türnitzi-Alpok északi peremén, a Steubach folyó mentén. Területének 50%-a erdő. Legmagasabb pontja a 946 méteres Lindenberg. Az önkormányzat 6 településrészt, illetve falut egyesít: Eschenau (593 lakos 2019-ben), Laimergraben (19), Rotheau (515), Sonnleitgraben (24), Steubach (153) és Wehrabach (28).  
A környező önkormányzatok: keletre Sankt Veit an der Gölsen és Traisen, délkeletre Lilienfeld, délnyugatra Kirchberg an der Pielach, nyugatra Rabenstein an der Pielach, északnyugatra Hofstetten-Grünau, északra Wilhelmsburg.

## Története
Eschenaut először 1230-ban említik, mint “Eschenowe”-t, a lilienfeldi apátság birtokaként. Egyházközségét ekkor a kolostorhoz csatolták. A helyi földbirtokos az Altenburg miniszteriális család volt, melynek vára a 13. században a mai Rothenau területén állt. 
Eschenau 1786-ban, II. József egyházrendeletét követően lett ismét független egyházközség.  

## Lakosság
Az eschenaui önkormányzat területén 2019 januárjában 1332 fő élt. A lakosságszám 1991 és 2001 között gyarapodott, újabban csökkenés tapasztalható. 2017-ben a helybeliek 92,6%-a volt osztrák állampolgár; a külföldiek közül 1,7% a régi (2004 előtti), 3,7% az új EU-tagállamokból érkezett. 0,9% a volt Jugoszlávia (Szlovénia és Horvátország nélkül) vagy Törökország, 1,2% egyéb országok polgára volt. 2001-ben a lakosok 82,3%-a római katolikusnak, 3% evangélikusnak, 3,8% mohamedánnak, 7,6% pedig felekezeten kívülinek vallotta magát. Ugyanekkor a legnagyobb nemzetiségi csoportot a német (94,8%) mellett a törökök (1,4%) és a bosnyákok (1%) alkották.
A népesség változása:

| 2016 | 1 333 |
| 2018 | 1 306 |

## Látnivalók
- a kora gótikus Szt. Katalin-plébániatemplom 1300 körül épült, tornya 1541-ből való.
- az általános iskola szecessziós épülete 1908-ban épült II. József 60 éves uralkodói évfordulójának tiszteletére.

## Fordítás
- Ez a szócikk részben vagy egészben  az   Eschenau című német Wikipédia-szócikk ezen változatának fordításán alapul.  Az eredeti cikk szerkesztőit annak laptörténete sorolja fel. Ez a jelzés csupán a megfogalmazás eredetét és a szerzői jogokat jelzi, nem szolgál a cikkben szereplő információk forrásmegjelöléseként.